# Wojciech z Pakości (starosta bydgoski)
Wojciech z Pakości – cześnik inowrocławski, starosta bydgoski w latach 1429–1430.
Pochodził ze znanej rodziny kujawskiej herbu Leszczyc. Jego braćmi byli Materna (Marcin) – starosta bydgoski i Tomasz z Pakości – kasztelan bydgoski, starosta generalny Wielkopolski.
Wojciech jako starosta został odnotowany 4 lipca 1429 r., kiedy występował w gronie asesorów sądowych w Bydgoszczy.